# Elecciones parlamentarias de Israel de 2003
Las elecciones para el 16° Knesset se celebraron en Israel el 28 de enero de 2003. El resultado fue una victoria contundente para el Likud de Ariel Sharon.
La anterior elección separada para Primer Ministro fue desechada, y el cargo fue devuelto al líder del partido que forma con éxito el gobierno de coalición de trabajo.

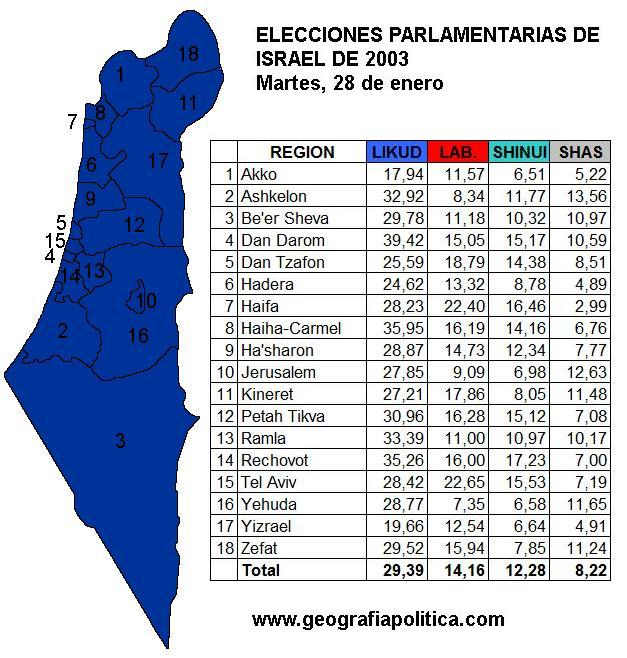
Elecciones Parlamentarias de Israel de 2003

## Resultados
|  | 29.4 % |

|  | 14.5 % |

|  | 12.3 % |

|  | 8.2 % |

|  | 5.5 % |

|  | 5.2 % |

|  | 4.2 % |

|  | 4.3 % |

|  | 3.0 % |

|  | 2.8 % |

|  | 2.3 % |

|  | 2.2 % |

|  | 2.1 % |

|  | 1.2 % |

|  | 1.2 % |

|  | 0.7 % |

|  | 0.4 % |

|  | 0.2 % |

|  | 0.2 % |

|  | 0.1 % |

|  | 0.1 % |

|  | 0.1 % |

|  | 0.1 % |

|  | 0.1 % |

|  | 0.0 % |

|  | 0.0 % |

|  | 0.0 % |

|  | 98.4 % |

|  | 1.6 % |

|  | 100.00 % |

|  | 67.8 % |

1: Se presentaron por separado en la elección anterior. Se tomó la suma de escaños de ambos partidos para la variante de escaños.

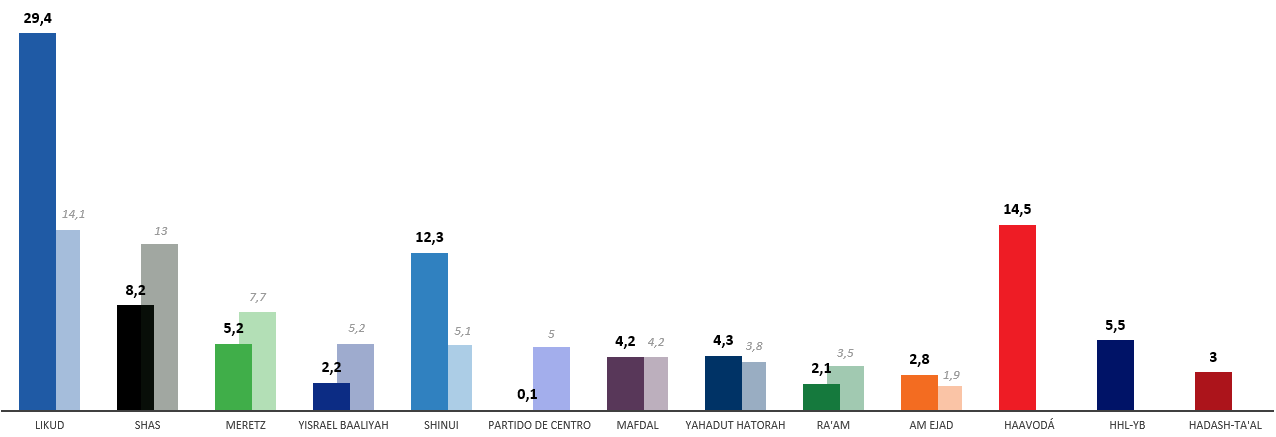
Resultados por partido en relación a las elecciones de 1999

## Gobierno
Ariel Sharon formó el trigésimo gobierno el 28 de febrero de 2003. Su coalición inicialmente incluía solo a Shinui y la Unión Nacional (Israel BaAliya se había fusionado con el Likud poco después de las elecciones), aunque el Partido Nacional Religioso se unió al gobierno el 3 de marzo.
La decisión de Sharon de implementar el plan de desconexión de Gaza llevó a que la Unión Nacional y el Partido Religioso Nacional abandonaran la coalición durante junio y noviembre de 2004, respectivamente. Shinui dejó el gobierno en diciembre de 2004 luego de desacuerdos sobre el presupuesto.
Laborista-Meimad se unió a la coalición en enero de 2005, con Agudat Yisrael agregado al gobierno en marzo de 2005. Laborista-Meimad se retiró más tarde en noviembre de ese año, el mismo mes en que Sharon lideró una escapada de Likud para formar Kadima. El Likud dejó la coalición en enero de 2006. Tras el infarto de Sharon, Ehud Olmert asumió el cargo de Primer Ministro interino.